# Guy Milcamps
Pour les articles homonymes, voir Milcamps.
Guy J.H.Gh. Milcamps (Namur, le 11 mars 1951) est un homme politique belge, membre du Parti socialiste et anciennement bourgmestre de Ciney. Il est échevin depuis les élections de 2018.

## Carrière politique
Mandat politique exercé antérieurement:
- Bourgmestre de Ciney jusqu'en 2018
- Ancien Député wallon et de la Communauté française
- Député fédéral belge du 16 juillet 2009 au 12 mai 2010, en remplacement de Jean-Marc Delizée
- Échevin de Ciney